# Alemania Occidental en los Juegos Paralímpicos de Innsbruck 1988
Alemania Occidental estuvo representada en los Juegos Paralímpicos de Innsbruck 1988 por un total de 34 deportistas, 29 hombres y cinco mujeres.

## Medallistas
El equipo paralímpico obtuvo las siguientes medallas:
| Nombre                                                   | Deporte                    | Evento                                  |
| -------------------------------------------------------- | -------------------------- | --------------------------------------- |
| Oro                                                      |                            |                                         |
| Reinhild Möller                                          | Esquí alpino               | Descenso LW4 femenino                   |
| Reinhild Möller                                          | Esquí alpino               | Eslalon LW4 femenino                    |
| Reinhild Möller                                          | Esquí alpino               | Eslalon gigante LW4 femenino            |
| Alexander Spitz                                          | Esquí alpino               | Eslalon LW2 masculino                   |
| Alexander Spitz                                          | Esquí alpino               | Eslalon gigante LW2 masculino           |
| Markus Pfefferle                                         | Esquí alpino               | Descenso LW6/8 masculino                |
| Eberhard Seischab                                        | Esquí alpino               | Descenso LW9 masculino                  |
| Frank Höfle                                              | Esquí de fondo             | 15 km distancia corta B2 masculino      |
| Frank Höfle                                              | Esquí de fondo             | 30 km distancia larga B2 masculino      |
| Plata                                                    |                            |                                         |
| Annemie Schneider                                        | Esquí alpino               | Eslalon gigante LW2 femenino            |
| Markus Pfefferle                                         | Esquí alpino               | Eslalon LW6/8 masculino                 |
| Markus Pfefferle                                         | Esquí alpino               | Eslalon gigante LW6/8 masculino         |
| Eberhard Seischab                                        | Esquí alpino               | Eslalon LW9 masculino                   |
| Eberhard Seischab                                        | Esquí alpino               | Eslalon gigante LW9 masculino           |
| Anneliese Tenzler                                        | Esquí de fondo             | 5 km distancia corta LW3/4/9 femenino   |
| Anneliese Tenzler                                        | Esquí de fondo             | 10 km distancia larga LW3/4/9 femenino  |
| Waltraud Hagenlocher                                     | Esquí de fondo             | 2,5 km distancia corta grado I femenino |
| Waltraud Hagenlocher                                     | Esquí de fondo             | 5 km distancia larga grado I femenino   |
| Adolf Stuber                                             | Esquí de fondo             | 5 km distancia corta grado I masculino  |
| Adolf Stuber                                             | Esquí de fondo             | 10 km distancia larga grado I masculino |
| Bronce                                                   |                            |                                         |
| Hans J. Gruber                                           | Carrera de trineo en hielo | 100 m grado I masculino                 |
| Annemie Schneider                                        | Esquí alpino               | Descenso LW2 femenino                   |
| Matthias Berg                                            | Esquí alpino               | Eslalon LW5/7 masculino                 |
| Matthias Berg                                            | Esquí alpino               | Eslalon gigante LW5/7 masculino         |
| Michael Hipp                                             | Esquí alpino               | Descenso LW2 masculino                  |
| Peter Wiedemann                                          | Esquí alpino               | Eslalon LW10 masculino                  |
| Günther Lercher                                          | Esquí de fondo             | 5 km distancia corta grado I masculino  |
| Michael Weymann                                          | Esquí de fondo             | 5 km distancia corta grado II masculino |
| Günther Lercher Adolf Stuber Michael Weymann             | Esquí de fondo             | 3 × 2,5 km grado I-II masculino         |
| Roland Gaess Martin Haag Wolfgang Mahler Reinhold Schwer | Esquí de fondo             | 4 × 5 km LW2-9 masculino                |